# Centrale hydroélectrique de Haapakoski
La centrale hydroélectrique de Haapakoski (finnois : Haapakosken voimalaitos) est une centrale hydroélectrique située sur l'Iijoki à Pahkala dans la commune d'Oulu en Finlande.

## Caractéristiques
La conception architecturale est due à Uki Heikkinen.
La centrale hydroélectrique est achevée en 1963, sa hauteur de chute est de 16 mètres.
La centrale dispose de deux turbines Kaplan et de deux générateurs de 24 MVA.
La centrale a été rénovée en 2007-2009. Depuis, la centrale a une puissance électrique de 32,6 MW et une production annuelle de 130 GWh.